# Henri Félix de Tassy
Henri Félix de Tassy, né à Paris le 23 juillet 1641 et mort le 11 novembre 1711 à Chalon-sur-Saône, est un prélat français de la fin du règne de Louis XIV, successivement évêque de Digne puis de Chalon-sur-Saône. 

## Biographie
Il est le fils de François Félix (+1678) seigneur de Stain, premier chirurgien du roi (1653-1678). Il est le frère de Charles-François Félix premier chirurgien de Louis XIV. Le 29 juillet 1676, il baptise son neveu, Charles Louis Félix, qui épousera en 1699 Anne Le Tessier de Montarsy, fille d'un orfèvre du roi.
Il fait ses études à Paris obtient sa maîtrise universitaire ès lettres en 1665, sa licence en théologie en 1670 et son titre de docteur en Sorbonne, en septembre de la même année. Il est nommé archidiacre de l'église métropolitaine d'Auch en juin 1662. Il est trésorier de la Sainte-Chapelle de Vincennes de 1664 jusqu'en 1689. Il devient également aumônier du roi au cours de la décennie 1660 et prêche dans plusieurs paroisses de la capitale. 
On envisage pour lui le diocèse d'Apt puis celui de Gap avant qu'il soit finalement désigné comme évêque de Digne.
Il est nommé évêque de Digne le 17 septembre 1675 et confirmé le 16 octobre de l'année suivante. Il est consacré le 6 décembre 1676 par François de Harlay de Champvallon l'archevêque de Paris. 
Dès le 18 juin 1677 il est transféré à l'évêché de Chalon-sur-Saône et confirmé le  31 janvier 1678. En 1700, il publie un Recueil des ordonnances synodales du diocèse de Chalon.
En 1688 il devient abbé commendataire de Maizières, où il fait agrandir et embellir les bâtiments.